# Upāli
Upāli (en sánscrito: उपालि) era un monje budista, uno de los diez discípulos de Buda.
Como barbero, jamás creyó que fuera a salir de su casta y hacerse elevado del maestro (Sangha. Hay varias versiones sobre su vida, pero en la literatura de todas las escuelas budistas, lo describen como un experto en disciplina monástica. En el Primer Consejo Budista, se encargó de recitar el vinaya.

Upali fue discípulo del gran maestro indio "Mahavira", el maestro de la no violencia, pero al oír al Buda, Upali se convirtió en su discípulo hasta el final de sus días.